# Ajakos medve
Az ajakos medve (Melursus ursinus) az emlősök (Mammalia) osztályának ragadozók (Carnivora) rendjébe, ezen belül a medvefélék (Ursidae) családjába tartozó faj.
A Melursus emlősnem egyetlen faja.

## Rendszertani besorolása
A faj besorolása sokáig kérdéses volt és ma sem teljesen tisztázott. Az ajakos medvét vagy a Melursus nem egyetlen fajaként sorolták be vagy a legtöbb medvét tömörítő Ursus nembe sorolták.
Molekulagenetikai vizsgálatok alapján Stephen J. O'Brien 1993-ban újfent az Ursus nembe sorolta. Besorolásást igazolni látszott, hogy az ajakos medvét és a barna medvét sikerült fogságban keresztezni egymással. Ilyesmiről a szabad természetben nincs tudomása a tudománynak.
Mások szerint a faj anatómia sajátosságai elegek ahhoz, hogy külön nemet kapjon a medvefélék családján belül.

## Előfordulása
Az ajakos medve Indiában és Srí Lankán él. Megtalálható még Banglades, Nepál és Bhután területén. Száraz sarjerdőkben, füves vidékeken él.
Régebben nagyobb volt az elterjedési területe. Veszélyeztetett faj.

## Alfajai
- Indiai ajakos medve (Melurus ursinus ursinus) – nemcsak Indiában, de a faj ázsiai kontinentális elterjedési területén ez az alfaj él.
- Srí Lanka-i ajakos medve (Melurus ursinus inornatus) – kizárólag Srí Lanka szigetén fordul elő.

## Megjelenése
Az állat hossza 140-190 centiméter, marmagassága 60-90 centiméter, testtömege 55-95 kilogramm nőstényeknél, és 80-145 kilogramm hímeknél. Bundája bolyhos, színezete a sötétbarnától a feketéig váltakozik, a mellrészen krémfehér színű, patkó alakú folt látható. Pofája halványszürke. Hosszúkás alakú, alsó állkapcsát erős izmok kötik össze agykoponyájával. Szemürege a nagymacskák hasonló koponyájához képest kicsi. Két metszőfoggal kevesebbje van, ez megkönnyíti a rovarok összepréselését. A nagy metszőfogak még a régi „húsevő örökséghez” tartoznak, a széles, lapos zápfogak azonban a sokoldalú, mindenekelőtt növényi táplálékhoz való alkalmazkodásról tanúskodnak. Látása és hallása rossz, fejlett orra azonban kiváló szaglást biztosít neki, ennek segítségével talál magának táplálékot. Hosszú karmai segítségével jól tud mászni a fán.

## Életmódja
Az ajakos medve magányos, kivéve a nősténymedvét, amikor kicsinyeit gondozza, éjjel aktív. Tápláléka termeszek és hangyák, gyümölcsök, méz, magok, szántóföldi növények, kisállatok és állati tetemek. Az állat legfeljebb 30 évig él.

## Szaporodása

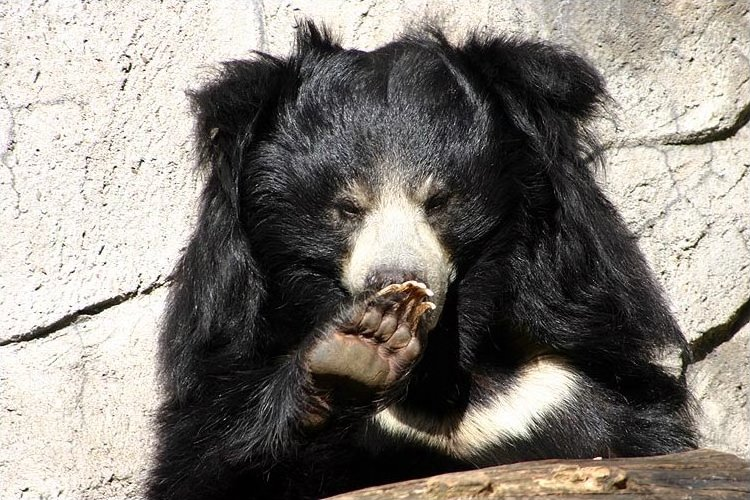
Ajakos medve portré

Az ivarérettséget 3–4 éves korban éri el. A párzási időszak északon júniusban, délebbre egész évben tart. A vemhesség 7 hónapig tart, ennek végén 1–3, általában 2 utód jön a világra. A fiatal állatok 2–3 éves korukig a nősténnyel maradnak.
Az ajakos medve elterjedési területének északi részén nyár elején szaporodik, délebbre viszont egész évben. A hím – a többi medvefajtól eltérően – csak egy nősténnyel párosodik, és csak ritkán kerül összeütközésbe riválisaival. Ezért nem szükséges, hogy túl nagy termetű legyen; nem is sokkal nagyobb a nősténynél. A bocsok, amint el tudják hagyni a barlangot, anyjuk hátára kapaszkodnak, aki így cipeli magával őket. Néhány hét múlva önállóbbá válnak. Az anyamedve veszély esetén elszántan védi utódait.

## Természetvédelmi helyzete
Az ajakos medve korábban elég elterjedt faj volt, bár a medvetáncoltatáshoz mindig is fogtak be bocsokat, majd azokat felnevelték. A vadon élő ajakos medve eléggé támadó kedvű állat, így nem háborgatták az emberek feleslegesen.
Mára ritka fajjá vált, elsősorban az élőhelyét jelentő erdők irtása és az egyik fő táplálékát adó termeszek irtása miatt. A termeszek növényevő fajok és néhány termeszvár lakossága elég, hogy egy kisbirtokon gazdálkodó paraszt teljes terményét felfalják. Ezért sokfelé pusztítják el a termeszvárakat, így az ajakos medve táplálékforrásának java része odalesz. Ezen kívül fenyegeti a fajt, hogy a különböző testrészeinek gyógyító hatást tulajdonítanak Ázsiában, főképp Kínában. Emiatt rengeteg medvét ölnek meg szerte Ázsiában és az ajakos medve sem kivétel ez alól.
A faj teljes vadon élő populációját 7-10 ezer egyed közé becsülik. A Természetvédelmi Világszövetség a fajt a "sebezhető" kategóriába sorolta.

## Ajakos medve az emberi kultúrában
- Indiában ez a faj a leggyakoribb "táncoló medve". Idomítása bizonyos népcsoportoknál nagyon ősi foglalatosság.
- Kevesen tudják, hogy ez a faj és nem a barna medve volt Balu, a medve Rudyard Kipling A dzsungel könyve című művében. A barna medve nem túl gyakori faj Indiában, legfeljebb a Himalája bizonyos részein él. Ezzel szemben az ajakos medve igen elterjedt faj volt, amikor a könyv készült. A legtöbb magyar nyelvű fordításban tévesen barna medve szerepel.